# روبرت أندريش
روبرت أندريش (مواليد 22 سبتمبر 1994) هو لاعب كرة قدم ألماني يلعب في مركز خط الوسط في نادي باير 04 ليفركوزن.

## روابط خارجية
- روبرت أندريش على موقع الاتحاد الأوربي (الإنجليزية)
- روبرت أندريش على موقع إي إس بي إن إف سي (الإنجليزية)
- روبرت أندريش على موقع قاعدة بيانات كرة القدم.إي يو (الإنجليزية)
- روبرت أندريش على موقع بيانات كرة القدم. دي إي (الألمانية)
- روبرت أندريش على موقع ناشيونال فوتبول تيمز (الإنجليزية)
- روبرت أندريش على موقع Soccerbase.com (لاعب) (الإنجليزية)
- روبرت أندريش على موقع Soccerway.com (الإنجليزية)
- روبرت أندريش على موقع عالم كرة القدم.نت (الإنجليزية)
- روبرت أندريش على موقع AS.com (الإسبانية)